# Zbrojníky
Zbrojníky (bis 1948 slowakisch „Feďvernek“; ungarisch Fegyvernek oder Kétfegyvernek) ist eine Gemeinde im Westen der Slowakei mit 488 Einwohnern (Stand 31. Dezember 2024), die zum Okres Levice, einem Teil des Nitriansky kraj, gehört.

## Geographie

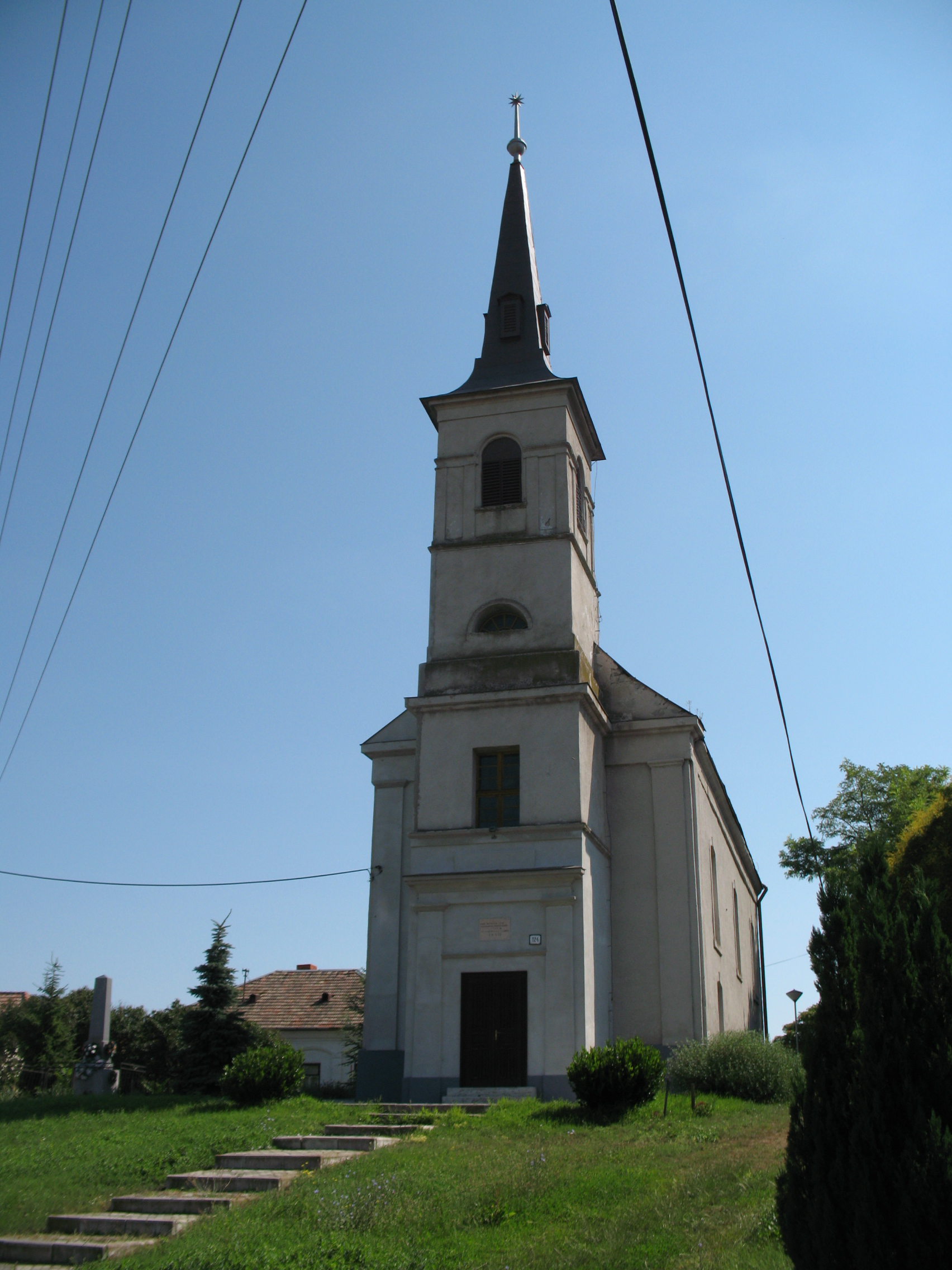
Reformierte Kirche

Die Gemeinde befindet sich am Westhang der Ipeľská pahorkatina im slowakischen Donauhügelland, im weiten Tal des unteren Hron. Am westlichen Rand des Ortes fließen die kleinen Flüsse Perec und Sikenica. Das Ortszentrum liegt auf einer Höhe von 148 m n.m. und ist 12 Kilometer von Želiezovce sowie 17 Kilometer von Levice entfernt. 
Nachbargemeinden sind Hontianska Vrbica im Norden, Demandice im Osten, Sazdice und Sikenica im Südosten, Kukučínov im Süden, Šarovce im Westen und Jur nad Hronom im Nordwesten.

## Geschichte
Die heutige Gemeinde entstand 1946 durch Zusammenschluss der bis dahin selbstständigen Orte Dolný Feďvernek (ungarisch Alsófegyvernek) und Horný Feďvernek (ungarisch Felsőfegyvernek), die bis heute unter den Namen Dolné Zbrojníky und Horné Zbrojníky die zwei Katastralgemeinden der Gemeinde bilden.
Horný Feďvernek wurde zum ersten Mal 1303 als Fegyuernek schriftlich erwähnt. Weitere historische Namen sind unter anderen Felswfeguernek (1461) und Fedwernek Maior (1503). Der Ort war Besitz des Landadels sowie der ortsansässigen Familie Fegyverneky, 1554 gehörte er mit damals 31 Ansiedlungen zum Herrschaftsgebiet der Burg Lewenz. Im 19. Jahrhundert waren Familien wie Plachy, Nyáry, Majthényi und Szulyovsky Gutsherren. 1828 zählte man 54 Häuser und 325 Einwohner, die als Landwirte und Winzer beschäftigt waren.
Dolný Feďvernek wurde indirekt 1461, direkt 1503 als Fedwernek Minor zum ersten Mal schriftlich erwähnt. Im 19. Jahrhundert waren Mitglieder der ungarischen Großgutsfamilie Esterházy Gutsherren. 1828 zählte man 74 Häuser und 446 Einwohner, die als Landwirte und Winzer beschäftigt waren. 
Bis 1918 gehörten die im Komitat Hont liegenden Orte zum Königreich Ungarn und kamen danach zur Tschechoslowakei beziehungsweise heute Slowakei. Auf Grund des Ersten Wiener Schiedsspruchs lagen sie 1938–1945 noch einmal in Ungarn.

## Bevölkerung
| Jahr                | 1994 | 2004    | 2014    | 2024    |
| ------------------- | ---- | ------- | ------- | ------- |
| Anzahl der Personen | 541  | 497     | 493     | 488     |
| Unterschied         |      | −8,13 % | −0,80 % | −1,01 % |

| Jahr                | 2023 | 2024    |
| ------------------- | ---- | ------- |
| Anzahl der Personen | 489  | 488     |
| Unterschied         |      | −0,20 % |

Nach der Volkszählung 2011 wohnten in Zbrojníky 504 Einwohner, davon 352 Slowaken und 154 Magyaren. Vier Einwohner machten keine Angabe zur Ethnie. 
265 Einwohner bekannten sich zur römisch-katholischen Kirche, 89 Einwohner zur Evangelischen Kirche A. B., 59 Einwohner zur reformierten Kirche, fünf Einwohner zur Pfingstbewegung, vier Einwohner zur evangelisch-methodistischen Kirche, zwei Einwohner zu den Zeugen Jehovas und ein Einwohner zu den Siebenten-Tags-Adventisten; ein Einwohner bekannte sich zu einer anderen Konfession. 33 Einwohner waren konfessionslos und bei 45 Einwohnern wurde die Konfession nicht ermittelt.

## Bauwerke
Der bedeutendste Sakralbau ist die reformierte Kirche im klassizistischen Stil aus dem Jahr 1806, die an der Stelle einer älteren Kirche aus dem Jahr 1716 errichtet wurde. Der Turm wurde erst 1840 hinzugebaut. Im Inneren befindet sich ein Kelch aus dem Jahr 1738.